# Katherine Dunn
Pour les articles homonymes, voir Dunn.
Katherine Karen Dunn (24 novembre 1945 - 11 mai 2016) est une romancière, journaliste, personnalité de la radio, critique littéraire et poétesse américaine originaire de Portland. Elle est surtout connue pour le roman Amour monstre (1989). 

## Jeunesse
Dunn est née à Garden City, au Kansas en 1945. Elle est la deuxième plus jeune de cinq frères et sœurs ; son père quitte la famille avant qu'elle n'atteigne l'âge de deux ans. Sa mère, Velma Golly, artiste du Dakota du Nord, épouse alors un mécanicien ou/et pêcheur du nord-ouest du Pacifique. La famille déménage fréquemment pendant son enfance. Battue par sa mère, elle quitte la maison à 17 ans. 
Elle fréquente le lycée de Tigard, dans l'Oregon, puis entre, grâce à une bourse d'études, au Reed College de Portland, où elle se spécialise d'abord en philosophie, puis en psychologie. Dunn commence à écrire son premier roman Attic pendant ses études à Reed et elle quitte l'institution sans avoir obtenu son diplôme. 

## Carrière
Dunn est serveuse le matin, avant que son fils ne se réveille et tient un bar la nuit, est peintre en bâtiment et fait du doublage. Dans les années 1970, elle anime une émission sur la station de radio communautaire KBOO de Portland, pendant laquelle elle lit des nouvelles.  
En 1981, Dunn commence à écrire sur la boxe dans le cadre de la Willamette Week. Elle est alors la seule femme critique sportive du pays. Elle couvre ensuite ce sport pour un certain nombre de publications, notamment PDXS, The Oregonian et The New York Times. Elle est décrite comme « l'une des meilleures écrivaines de boxe des États-Unis ». Elle commence la boxe alors qu'elle est dans la quarantaine. Elle est aussi rédactrice et contributrice du magazine de boxe en ligne cyberboxingzone.com. Dans les années 1990, Dunn écrit une chronique régulière sur la boxe pour PDXS, dans laquelle elle critique déjà en détail l'esprit sportif d'Evander Holyfield lors de son combat controversé avec Mike Tyson. En 2004, elle remporte le Prix Lange-Taylor (en) pour School of Hard Knocks: The Struggle for Survival in America’s Toughest Boxing Gyms. Ses essais sur la boxe sont rassemblés dans l'anthologie de 2009 One Ring Circus: Dispatches from the World of Boxing. 
Son premier roman, Attic, inspiré de faits autobiographique, est un roman expérimental sur une jeune femme envoyée en prison pour avoir tenté d'encaisser un faux chèque. 
En 1989, le roman de Dunn, Amour monstre, est finaliste du National Book Award. Elle raconte qu'elle se souvient avoir commencé à l'écrire à la fin des années 1970, en se rendant au Washington Park Rose Garden, à Portland, en contemplant la nature. Traduit en français en 2016, il est bien accueilli par la critique notamment par L'Express, 20 minutes, Le Monde et Terrafemina. 
En 1989, Dunn annonce qu'elle travaille sur un quatrième roman, intitulé The Cut Man. En 2008, il est rapporté que l'éditeur Alfred A. Knopf a programmé la sortie de The Cut Man pour septembre. Le roman n'est finalement pas publié, mais un extrait est publié dans le numéro de l'été 2010 de The Paris Review sous le titre Rhonda Discovers Art. Le livre n'est finalement pas achevé avant sa mort. 
Dunn meurt le 11 mai 2016. Son fils a déclaré que sa mort est due à des complications d'un cancer du poumon,.

## Style littéraire
Katherine Dunn fait de la violence le sujet principal de son livre, en la montrant du point de vue de la victime et non du bourreau. Elle est là pour permettre au protagonistes d'apprendre à survivre. Dans Attic, elle entraîne la protagoniste principale vers un sentiment d'aliénation tandis que dans Amour monstre, l'aliénation est un mode de vie.

## Vie privée
Lors d'un voyage de Noël à Ashbury Heights en 1967, elle rencontre un homme avec qui elle passe les dix années suivantes. Ils se rendent au Mexique, à Boston, à Terre-Neuve et à Séville, où elle termine Attic, puis à Karpathos, où elle termine son deuxième roman, Truck (1971), et tombe enceinte. Elle donne naissance à son fils à Dublin, en Irlande, et après sept ans passés dans divers endroits, ils s'installent définitivement à Portland « car il existe une bonne école publique alternative », le Metropolitan Learning Center. Elle s'installe dans le quartier de Nob Hill, où elle vit jusqu'à sa mort.
En 2012, Dunn retrouve Paul Pomerantz, son petit ami de Reed College, et l'épouse.

## Œuvres
- Attic (1970)
- Truck (1971)
- Geek Love (1989)Publié en français sous le titre Amour monstre, traduit par Jacques Mailhos, Paris, Gallmeister, 2016 ; réédition, Paris Gallmeister, coll. « Totem », 2018  (ISBN 978-2351786383)
- Death Scenes: A Homicide Detective's Scrapbook (1996)
- One Ring Circus: Dispatches from the World of Boxing (2009)